# Dār al-Islām
Con l'espressione dār al-Islām (in arabo : دار الإسلام ‎?, letteralmente "Casa dell'Islam") la cultura islamica identifica i territori che sono sottoposti all'imperio politico e giuridico dell'Islam, dove i musulmani possono compiere gli obblighi loro richiesti in quanto credenti, in particolare l'ottemperanza ai cinque pilastri dell'Islam.
Rientra nella teoria islamica della ripartizione territoriale del pianeta, basata su principî confessionali e di extraterritorialità. Partendo dall'assunto che l'obiettivo dell'Islam sia l'intero pianeta, la giurisprudenza islamica (non la teologia islamica) suddivide il mondo in dār al-Islām e dār al-ḥarb ("Dimora della guerra").
Nella dār al-Islām hanno diritto di vivere e operare solo i musulmani e, con diverse limitazioni (come ad esempio il divieto di proselitismo e di erigere nuove chiese o monasteri) gli appartenenti alle cosiddette religioni "del Libro" (Ahl al-Kitāb) ai quali è concessa protezione (dhimmi) dietro pagamento di tasse (jizya e kharāj ), mentre ne sono esclusi i politeisti e gli atei. Questa non è più una realtà da quando il mondo islamico ha assunto un assetto nazionale analogo a quello occidentale, anche se seguita a non essere consentito costruire templi dedicati a divinità di religioni considerate politeistiche dall'Islam.
Le limitazioni civili per quest'ultima si restringono all'impossibilità di appellarsi alle magistrature islamiche e di comandare eserciti formati da musulmani (cosa che invece fu permessa a Sir Glubb Pascià in Transgiordania, comandante della Legione araba fra la prima guerra mondiale e gli anni successivi alla prima guerra mondiale).